# The Last House on the Left
The Last House on the Left är en amerikansk skräckfilm från 1972. Filmen är regisserad av Wes Craven och producerad av Sean Cunningham. Den blev mycket omtalad när den först släpptes och förbjöds i flera länder, bland annat i Storbritannien.

## Handling
Tonårstjejen Mari och hennes vän Phyllis är på väg till en rockkonsert men kidnappas av en liten grupp förrymda fångar på fyra ledda av mördaren Krug med sadisten Fred i spetsen. De misshandlas, utnyttjas sexuellt, våldtas och mördas brutalt i en skog nära huset där en av tjejerna bor. Fångarnas bil får sedan punktering och de söker skydd från regnet i natten i huset där Maris föräldrar bor. Ovetande tar föräldrarna in de fyra brottslingarna i sitt hus, men det går inte länge förrän de anar att något inte ligger rätt till. Föräldrarna får reda på vad deras gäster har gjort mot deras dotter och tar blodig hämnd på dem.

## Om filmen
När filmen först släpptes blev den censurerad och förbjuden i många länder. Biografmaskinister själva sägs ha klippt bort scener lite som de ville och kände för och vissa kopior brändes av uppretade grupper som var emot filmvåld.
Filmen är baserad på Ingmar Bergmans film Jungfrukällan från 1960 som i sin tur är baserad på den medeltida balladen Per Tyrssons döttrar.

## Remake
År 2009 kom en nyinspelning av filmen.